# Ветово (община)
Ветово (болг. Община Ветово) — община в Болгарии. Входит в состав Русенской области. Население составляет 15 767 человек (на 15 мая 2008 года).
Административный центр — город Ветово.
Площадь территории общины 448 км².

## Состав общины
В состав общины входят следующие населённые пункты:
1. село Бызын
2. город Ветово
3. город Глоджево
4. село Кривня
5. село Писанец
6. город Сеново
7. село Смирненски